# Aub (Bechhofen)
Aub ([aʊ̯p] ) ist ein Gemeindeteil des Marktes Bechhofen im Landkreis Ansbach (Mittelfranken, Bayern). Aub liegt in der Gemarkung Großenried.

## Geografie
Der Weiler liegt auf freier Flur, von Bechhofen und Ornbau jeweils 5 km entfernt. Im Ort entspringt der Betzengraben, ein linker Zufluss der Altmühl, die etwa 0,4 km südlich verläuft. Ein Anliegerweg führt zur Staatsstraße 2220 bei Irrebach (1 km nördlich).

## Geschichte
Der Ort lag im Fraischbezirk des eichstättischen Oberamtes Wahrberg-Herrieden. Gegen Ende des 18. Jahrhunderts bestand der Ort aus drei Anwesen. Die Dorf- und Gemeindeherrschaft sowie die Grundherrschaft über alle Anwesen hatte das eichstättische Propsteiamt Herrieden. Von 1797 bis 1808 unterstand der Ort dem Justiz- und Kammeramt Ansbach.
Mit dem Gemeindeedikt (frühes 19. Jahrhundert) wurde Aub dem Steuerdistrikt und der Ruralgemeinde Großenried zugeordnet. Im Zuge der Gebietsreform in Bayern wurde Aub am 1. Juli 1971 nach Bechhofen eingemeindet.

## Einwohnerentwicklung
| Jahr      | 001818 | 001840 | 001861 | 001871 | 001885 | 001900 | 001925 | 001950 | 001961 | 001970 | 001987 | 002001 | 002011 | 002017 | 002023 |
| Einwohner | 12     | 21     | 16     | 13     | 18     | 10     | 10     | 27     | 19     | 19     | 18     | 17     | 18     | 15     | 13     |
| Häuser    | 3      | 2      |        |        | 2      | 2      | 2      | 3      | 3      |        | 3      |        |        |        |        |
| Quelle    | [ 8 ]  | [ 9 ]  | [ 10 ] | [ 11 ] | [ 12 ] | [ 13 ] | [ 14 ] | [ 15 ] | [ 16 ] | [ 17 ] | [ 18 ] | [ 19 ] |        | [ 20 ] | [ 1 ]  |

## Religion
Der Ort ist römisch-katholisch geprägt und bis heute nach St. Laurentius (Großenried) gepfarrt. Die Protestanten sind nach Sommersdorf gepfarrt.